# 陸奥介景綱
陸奥介 景綱（むつのすけ かげつな、生没年不詳）は、鎌倉時代に陸奥国八幡荘、現在の宮城県多賀城市の一部と仙台市の一部を領した鎌倉幕府の御家人。父は不明、祖父は陸奥介景衡。

## 事績
陸奥介氏が地頭として支配した八幡荘は、陸奥の国府から南に少し離れた比較的狭い小地域だが、祖父景衡の代に八幡荘の一部、萩園郷が飯高氏に、蒲生郷が那須氏の手に渡った。その後萩園と蒲生は境界争いを起こしており、その状況が固定したようである。
景綱は永仁7年（1299年）2月に八幡荘内にある末松山八幡宮（八幡神社）に鐘を奉納した。
この頃景綱は、召米以下の公事の負担について、蒲生郷を領した那須高頼と争いを起こし、円阿という僧を代理にして訴訟していた。その結果、永仁7年（1299年）1月28日に両者が和解の状を出し、これを正安2年（1300年）12月20日に鎌倉幕府が承認して決着した。和解条件は、景衡が負担する八幡荘の公事の5分の1を高頼が出すというものであった。

## 八幡氏系図の景綱
室町時代に八幡荘を支配した八幡氏は、先祖の一人に景綱を記す。それによると、景綱は八幡介景家の孫、同じく景俊の子で、母は保田頼資の娘という。八幡介弥次郎と名乗り、右馬助、従五位下、伊賀守。将軍久明親王に近侍して正応4年（1291年）2月に宮城郡と黒川郡の県令となり、徳治元年（1306年）4月28日に47歳で死んだ。早世の兄弟に松代丸と竹王丸がいた。
しかし、景綱の祖父が陸奥介景衡であることは前述の那須高頼との争論関係文書に明らかで、景衡が八幡荘を所領としていたことは他の史料からも裏付けられる。系図の景家は景衡と年代が重なるものの、事績は同一人と思われない。系図上の八幡介景綱は、南北朝時代に陸奥介にかわって八幡荘を支配するようになった八幡氏が、末松山八幡宮の鐘に刻まれた銘をみて自家の系図に挿入したものかと言う。